# Carystoides
Carystoides là một chi bướm ngày thuộc họ Bướm nâu.